# Joseph Köhler (Hotelier)
Joseph Köhler (* 2. Februar 1904 in Berlin; † 7. Juni 2001 ebenda) war ein deutscher Hotelier.

## Leben

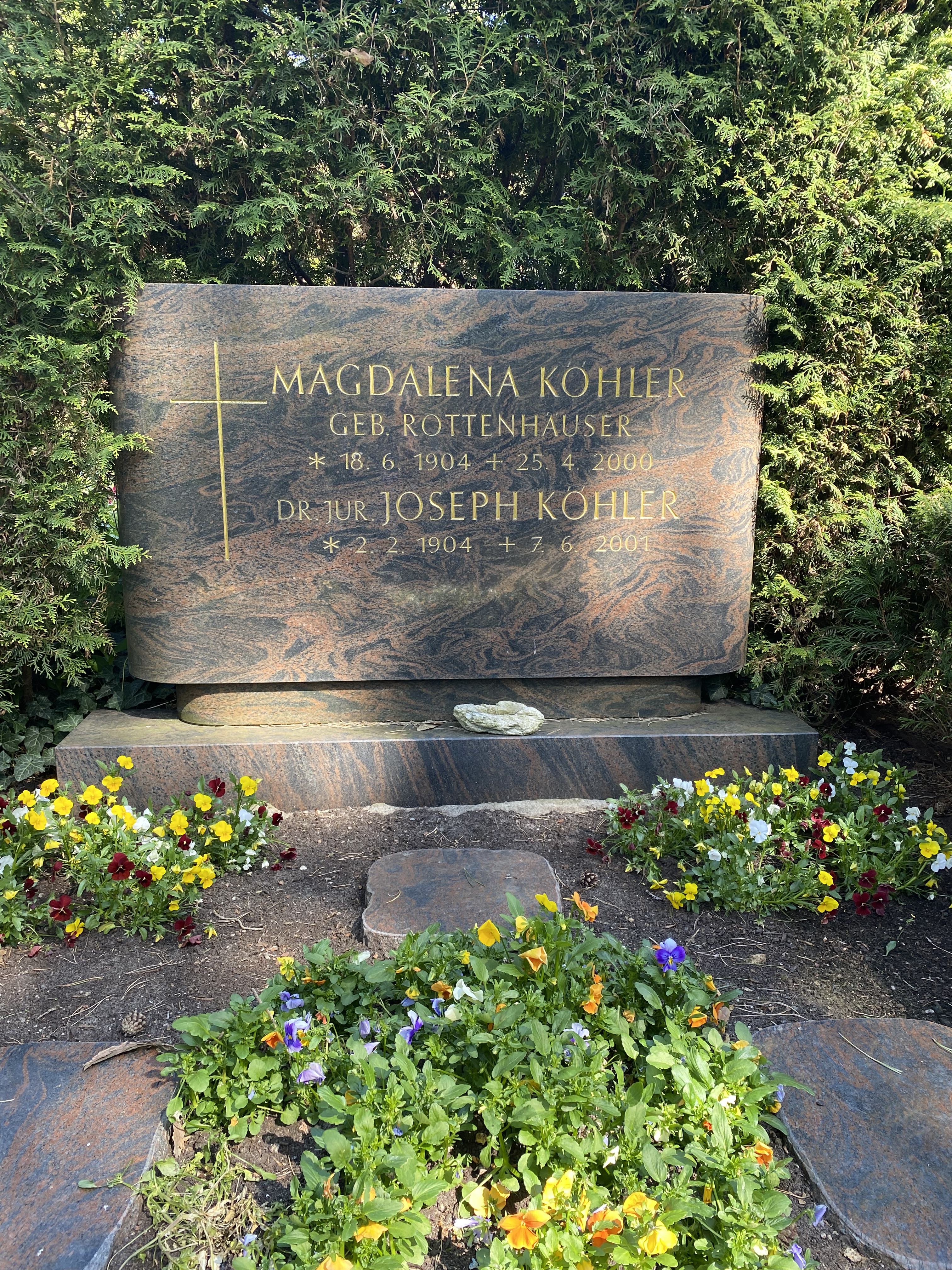
Grabstätte auf dem Waldfriedhof Dahlem

Joseph Köhler, Sohn von Valentin Köhler und Emma Haiber, studierte Rechtswissenschaften. Er war nach seiner Promotion zum Doktor der Rechte als Rechtsanwalt in Nürnberg tätig. Er war seit 1934 Miteigentümer des Hotel am Zoo Valentin Köhler & Sohn und ab 1952 Alleineigentümer des 1911 durch seinen Vater gegründeten Berliner Hotel am Zoo am Kurfürstendamm 25. Das Hotel in einer der Berliner Gründerzeitvillen beherbergte in den 1920er Jahren Kästner, Remarque oder Heinrich Mann. Joseph Roth wohnte im Hotel am Zoo.
Nach dem Ende des Krieges war Köhler Gastgeber großer Tagungen mit den alliierten Schutzmächten und den Gründern des Nachkriegsdeutschlands wie Adenauer und Ludwig Erhard; das Hotel am Zoo war der politische Mittelpunkt des Nachkriegs-Berlin. In den 1950er Jahren war Köhler mit dem Familienbetrieb des Hotel am Zoo das offizielle Hotel der Internationalen Filmfestspiele Berlin („Berlinale“) und beheimatete die Zentrale der Filmfestspielorganisation sowie nationale und internationale Leinwandgrößen. 
Das 1891 von Architekt Alfred Messel als Mietshaus erstellte Hotel wurde in den 1950er Jahren durch Architekt Paul Baumgarten umgebaut und aufgestockt. 2012 wurde das denkmalgeschützte Hotel geschlossen und nach Renovierung, Sanierung und Modernisierung Ende 2014 als Hotel Zoo wieder eröffnet.
Köhler war Vorstandsmitglied des International Hotel & Restaurant Association in Deutschland. 
1958 wurde er von Kardinal-Großmeister Nicola Kardinal Canali zum Ritter des Päpstlichen Ritterordens vom Heiligen Grab zu Jerusalem ernannt und am 6. Dezember 1958 in der Ordenskirche St. Andreas-Basilika durch Lorenz Jaeger, Großprior der deutschen Statthalterei, investiert. Er hatte den Rang eines Komtur inne. 
Er war seit dem 7. Juni 1932 verheiratet mit Magdalene Rottenhauser (1904–2000); aus der Ehe stammen sieben Kinder. Seit 1923 war er Mitglied der katholischen Studentenverbindung KDStV Markomannia Würzburg. Seine letzte Ruhestätte fand das Ehepaar auf dem Waldfriedhof Dahlem (Feld 009-173).

## Auszeichnungen
- Bundesverdienstkreuz am Bande des Verdienstordens der Bundesrepublik Deutschland
- Ritterschlag zum Ritter vom Heiligen Grab (1958)
- Päpstlicher Silvesterorden
- Päpstlicher Gregoriusorden